# Basilika von Copacabana

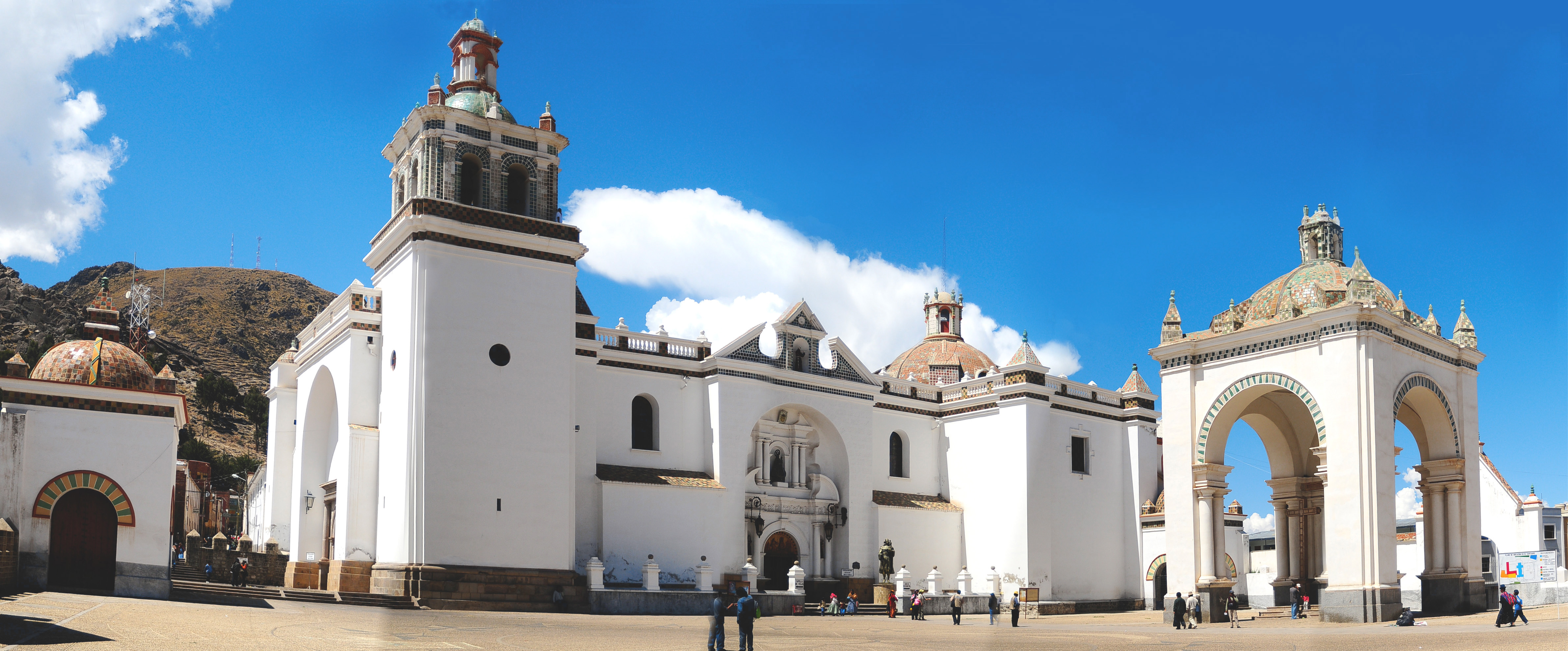
Basilika mit der Kapelle

Die Basilika von Copacabana oder Basilika der Jungfrau von Candelaria (spanisch Basílica de la Virgen de la Candelaria de Copacabana) ist eine römisch-katholische Kirche in Copacabana am Titicacasee in Bolivien. Die Wallfahrtskirche im Bistum El Alto mit dem Patrozinium der Jungfrau von Candelaria hat den Rang einer Basilica minor. Die Basilika ist ein wichtiges Pilgerzentrum für Bolivianer und Peruaner für die Verehrung der Jungfrau von Copacabana, Schutzpatronin von Bolivien.

## Geschichte
Die Kirche auf einer Halbinsel im Titicacasee stammt ursprünglich von 1550 und wurde an der Stelle eines Inkaheiligtums errichtet. Zwischen 1601 und 1619 wurde vom Architekten Francisco Jiménez de Siguenza im Renaissancestil eine neue Kirche erbaut und zusammen mit dem Atrium und den angrenzenden Anlagen 1640 fertiggestellt. Im Jahr 1651 wurde die Erweiterung des Altarraums in dem heutigen Hauptschiff vollendet. Zur gleichen Zeit wurden die Altäre und Altarbilder verbessert. 1805 wurden wesentliche Umbauten abgeschlossen. Das besondere der Anlage ist die offene Kapelle, bei der Gottesdienste im Freien veranstaltet werden können. Zum einen dient sie damit der großen Anzahl von Gläubigen, die besonders Anfang Februar zu diesen Orten kommen, und zum anderen waren die Indianer daran gewöhnt, ihre religiösen Feiern unter freiem Himmel abzuhalten.
1940 erhielt die Kirche durch Papst Pius XII. den Rang einer Basilica minor verliehen. Im gleichen Jahr wurde die Kirche zum Nationaldenkmal erklärt.
Das Gebäude mit kreuzförmigem Grundriss zeigt sich heute im maurischen Stil und beherbergt in einer kleinen Kapelle die Skulptur der berühmten Virgen de la Candelaria oder Virgen Morena (dunklen Jungfrau), um 1580 von dem einheimischen Künstler Francisco Tito Yupanqui geschnitzt, Enkel des Inka Túpac Yupanqui. Bekannt ist die Basilika auch für die wöchentlichen Autosegnungen, die sowohl von einem Mönch als auch einem Schamanen erteilt werden.